# Laurie Beechman
Répertoire
Annie
Joseph and the Amazing Technicolor Dreamcoat
Cats
Laurie Hope Beechman (née le 4 avril 1953 à Philadelphie, morte le 8 mars 1998 à White Plains (New York)) est une actrice et chanteuse américaine, notamment de comédies musicales de Broadway.

## Biographie
Après avoir déménagé à Haddon Township (New Jersey), elle est diplômée de la Haddon Township High School en 1971.
Elle joue dans un groupe folk-rock acoustique avec Rick Ferrante et Roy Baker appelé The Destiny Trio pendant les étés 1971 et 1972 à North Wildwood, NJ, dans un petit club appelé Manor Lounge. Elle s'inscrit à l'université de New York. Abandonnant ses études après quelques années, Beechman fait ses débuts à Broadway en 1977 dans le cadre de la distribution originale d’Annie, jouant cinq rôles différents. Elle enchaîne de petits rôles dans The Pirates of Penzance au Public Theater et la version cinématographique de Hair.
Un détour par le rock and roll aboutit à la création de Laurie and the Sighs, publié par Atlantic Records en 1980. Avec peu de soutien de la part d'une nouvelle équipe de direction du label, l'album est un échec et Beechman cherche du travail sur scène.
Elle joue le rôle principal de la narratrice dans la distribution originale de Joseph and the Amazing Technicolor Dreamcoat lors de sa première production à Broadway en 1982, obtenant une nomination pour le Tony Award du meilleur second rôle féminin dans une comédie musicale.
En décembre 1983, Beechman dirige la première compagnie de Cats dans le rôle de Grizabella pendant la tournée américaine. Pendant quatre mois, elle assume le rôle à Broadway, en remplacement de Betty Buckley. Beechman reste dans le spectacle pendant plus de quatre ans et fait des engagements retour occasionnels au cours de la décennie suivante.
Prêt à reprendre le rôle de Fantine dans la production en tournée des Misérables fin 1988, on lui  diagnostique un cancer de l'ovaire. Après des mois de traitement, soutenu par son ami de longue date Ken Gilmurray, Laurie Beechman rebondit dans une reprise de Ballroom puis de Joseph and the Amazing Technicolor Dreamcoat au Walnut Street Theatre à Philadelphie.
Début 1990, Beechman fait ses débuts tant attendus en tant que Fantine dans la production de Broadway des Misérables. Elle reste plusieurs mois, partant finalement en tournée où elle tient le rôle à Philadelphie pendant la saison de Noël 1990. Pendant ce temps, elle publie Listen To My Heart, un album autoproduit. L'automne suivant, elle célèbre son retour sur scène après avoir combattu une récidive de son cancer.
Beechman épousé Neil Mazzella en 1992, enregistre trois autres albums solo, donne de nombreux concerts, chante au gala inaugural du deuxième mandat du président Bill Clinton, reçoit le prix « It's Always Something » du Club de Gilda. Début 1995, le cancer de Beechman revient. Elle passe une heure dans l'émission de télévision The Phil Donahue Show à chanter et à parler de son état de santé et de sa volonté de continuer. De retour pour jouer Grizabella à Broadway pour les performances du neuvième (1991) et du dixième (1992) anniversaire de Cats, elle reprend de nouveau le rôle de mai 1997 à septembre 1997, elle fait alors partie de la distribution le 19 juin de cette année, lorsque Cats dépasse A Chorus Line et devient la comédie musicale la plus longtemps à l'affiche à cette date.
En dépit de son traitement, Beechman continue à se produire jusqu'à quelques mois avant sa mort le 8 mars 1998, à l'âge de 44 ans. Un mois plus tard, une commémoration a lieu au Winter Garden Theatre.
Le West Bank Cafe Downstairs Theater Bar se rebaptise Laurie Beechman Theatre. De même, la salle de spectacle de l'université des arts de Philadelphie est baptisée en sa mémoire.

## Source de la traduction
- (en) Cet article est partiellement ou en totalité issu de l’article de Wikipédia en anglais intitulé « Laurie Beechman » (voir la liste des auteurs).